# Slave Lake
Slave Lake est une ville (town) de la province de l'Alberta, au Canada. Elle est située sur la rive sud-est du lac Lesser Slave, entre l'autoroute 2 et l'autoroute 88. Sa population est de 6 703 habitants selon le recensement municipal de 2007[réf. nécessaire]. La maire de la ville est Karina Pillay-Kinnee[réf. nécessaire].
En mai 2011, un immense incendie, alimenté par de multiples feux de broussailles et de forts vents, détruit un tiers de la ville. 95 % des habitants est obligé d'évacuer la petite ville et 200 résidences sont réduites en cendres. Le Service météorologique du Canada a mis cet événement dans son palmarès des phénomènes météorologiques les plus importants à frapper ce pays en 2011, juste après les inondations dans l'ouest canadien.

## Démographie
| 2001  | 2006  | 2011  | 2016  |
| ----- | ----- | ----- | ----- |
| 6 600 | 6 703 | 6 782 | 6 651 |